# جويل بيخارانو
جويل بيخارانو (بالإسبانية: Joel Bejarano) هو لاعب كرة قدم بوليفي في مركز الوسط، ولد في 21 مارس 1996 في سانتا كروز دي لا سييرا في بوليفيا. شارك مع منتخب بوليفيا تحت 17 سنة لكرة القدم ومنتخب بوليفيا تحت 20 سنة لكرة القدم. أما مع النوادي، فقد لعب مع أورينتي بيتروليرو.

## وصلات خارجية
- جويل بيخارانو على موقع قاعدة بيانات كرة القدم.إي يو (الإنجليزية)
- جويل بيخارانو على موقع Soccerway.com (الإنجليزية)